# ساختمان اداره پست (میرجاوه)
ساختمان اداره پست مربوط به اواخر دوره قاجار است و در میرجاوه، خیابان فرخی سیستانی، ضلع جنوبی راه آهن واقع شده و این اثر در تاریخ ۲ شهریور ۱۳۷۸ با شمارهٔ ثبت ۲۳۹۴ به‌عنوان یکی از آثار ملی ایران به ثبت رسیده است.